# John Grinder
Pour les articles homonymes, voir Grinder.
John Grinder est un linguiste américain né le 10 janvier 1940. Il est le cofondateur avec Richard Bandler de la Programmation neuro-linguistique (PNL) dans les années 1970 ; il en développe l'enseignement dans les années 1980 avec le nouveau code de la programmation neuro-linguistique.
Docteur en linguistique, professeur à l'université de Santa Cruz. Il a acquis une expérience scientifique au laboratoire de psychologie cognitive de George Miller où il a été maître de recherche[Information douteuse] à l'université Rockefeller à New York.
Auteur de 14 livres, il a coécrit en 2001 avec Carmen Bostic St Clair Whispering in the Wind.

## Publications
- Richard Bandler & Jonh Grinder, La Structure de la Magie, Paris, InterEditions, 2015.